# Bome François
Le Bome François est un baume thérapeutique populaire au Cameroun, lancé en 2021. Il est utilisé pour traiter divers maux tels que la toux, le rhume, les douleurs articulaires et musculaires.

## Composition et Propriétés
Composé d'ingrédients naturels comme le menthol et l'eucalyptus, ce produit est souvent considéré comme un médicament traditionnel amélioré. Son prix abordable de cinq cent  FCFA contribue à sa large adoption.

## Controverses et Réglementation
Malgré son succès, l'Ordre national des pharmaciens a suspendu sa vente en raison de préoccupations réglementaires. Le fabricant, François Désiré Ekouma Ananga, a accepté de se conformer aux exigences légales pour garantir la sécurité et la qualité du produit.